# ボーア人国家

アフリカーナー・ナショナリストのシンボル「Vryburgervlag」旗はトランスバール共和国旗をモデルとしている。

ボーア人国家（アフリカーンス語: Boerestaat）は、南アフリカ共和国領内にアフリカーンス語話者による白人国家を建設する構想である。

## 概要
1830年代から40年代にかけてのグレート・トレックの後、ボーア人開拓者たちは自決と独立を希求し、いくつものボーア人共和国を建設した。1990年代に入り、南アフリカでアパルトヘイト政策が撤廃され全人種選挙が実施されるようになると、次第に一部のアフリカーナーは疎外感を覚えるようになり、分離を求めるに至った。